# Тексти пірамід

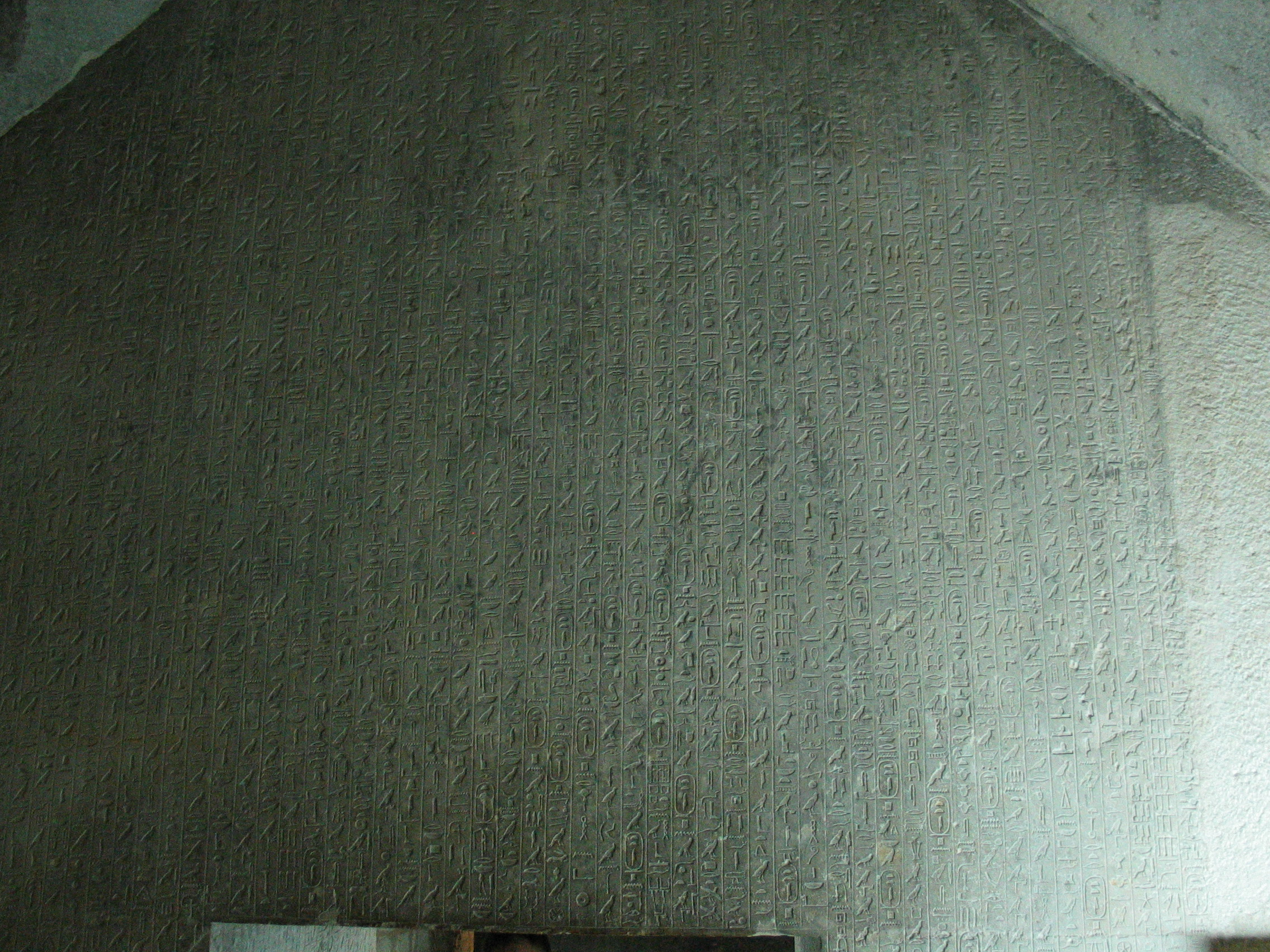

Тексти пірамід — найдавніші зразки єгипетської релігійної й заупокійної літератури, що дійшли до нас. Тексти пірамід були відкриті на стінах усипалень фараонів V та VI династій. Сучасні єгиптологи датують їх більш раннім періодом — епохою VI династії.
Ці ритуальні тексти, молитви та магічні заклинання, цілком імовірно, є копіями дуже давнього джерела, що стало основою всіх подальших релігійних творів — зокрема, давньоєгипетської релігійної драми.